# Choi Sung-kuk
Pour les articles homonymes, voir Choi.
Dans ce nom coréen, le nom de famille, Choi, précède le nom personnel.
Choi Sung-Kuk est un footballeur sud-coréen né le 8 février 1983. Il évolue au poste d'attaquant.
Il participe avec les sélections nationales de jeunes à la Coupe du monde de football des moins de 20 ans 2003 et aux Jeux olympiques de 2004.